# 師岡武男
師岡 武男（もろおか たけお、1926年 - 2025年3月5日）は、日本の経済評論家、ジャーナリスト。元共同通信社論説委員。

## 経歴
- 千葉県出身。
- 1943年 - 旧制千葉県立佐倉中学校(現在の千葉県立佐倉高等学校)を卒業。
- 1949年 - 旧制第一高等学校(現在の東京大学教養学部)理科甲類を卒業。
- 1949年 - 東京大学法学部入学。時事通信社でアルバイトを始める。
- 東京大学法学部卒業。
- 1952年 - 共同通信社入社。
- 共同通信社、社会部、経済部、新聞労連書記長、編集委員、論説委員などを歴任。
- 共同通信社を定年後も客員論説委員を2004年まで務める。
- 2025年 - 間質性肺炎のため東京都西東京市の介護施設で死去、98歳[1]。

## 著書
- 『証言構成戦後労働運動史』1991年・大江河之SBB出版会
- 『「対案力」養成講座　新自由主義を論破する経済政策』2021年・言視社 ISBN 978-4-86565-197-3
- 『大衆討議徹底で政策と行動を--労働運動の現在・未来のために』1998年8月・NDLC:ZE12
- 『寄稿「大きな政府」で日本の生活・生産を再建する』2020年・東京大学同窓会連合会